# Yvonne Ryding
Yvonne Ryding là Hoa hậu Thụy Điển và Hoa hậu Hoàn vũ 1984.